# رفیقه آخوندووا
رفیقه حاجی قیزی آخوندووا (ترکی آذربایجانی: Rəfiqə Hacı qızı Axundova؛ ۷ اوت ۱۹۳۱ - ۶ فوریهٔ ۲۰۲۴) رقصنده باله و استاد باله اهل کشور جمهوری آذربایجان بود.

## جوایز
وی برندهٔ جوایزی همچون نشان پرچم سرخ کار و نشان برجسته افتخار شده‌است.